# Weingut Heymann-Löwenstein

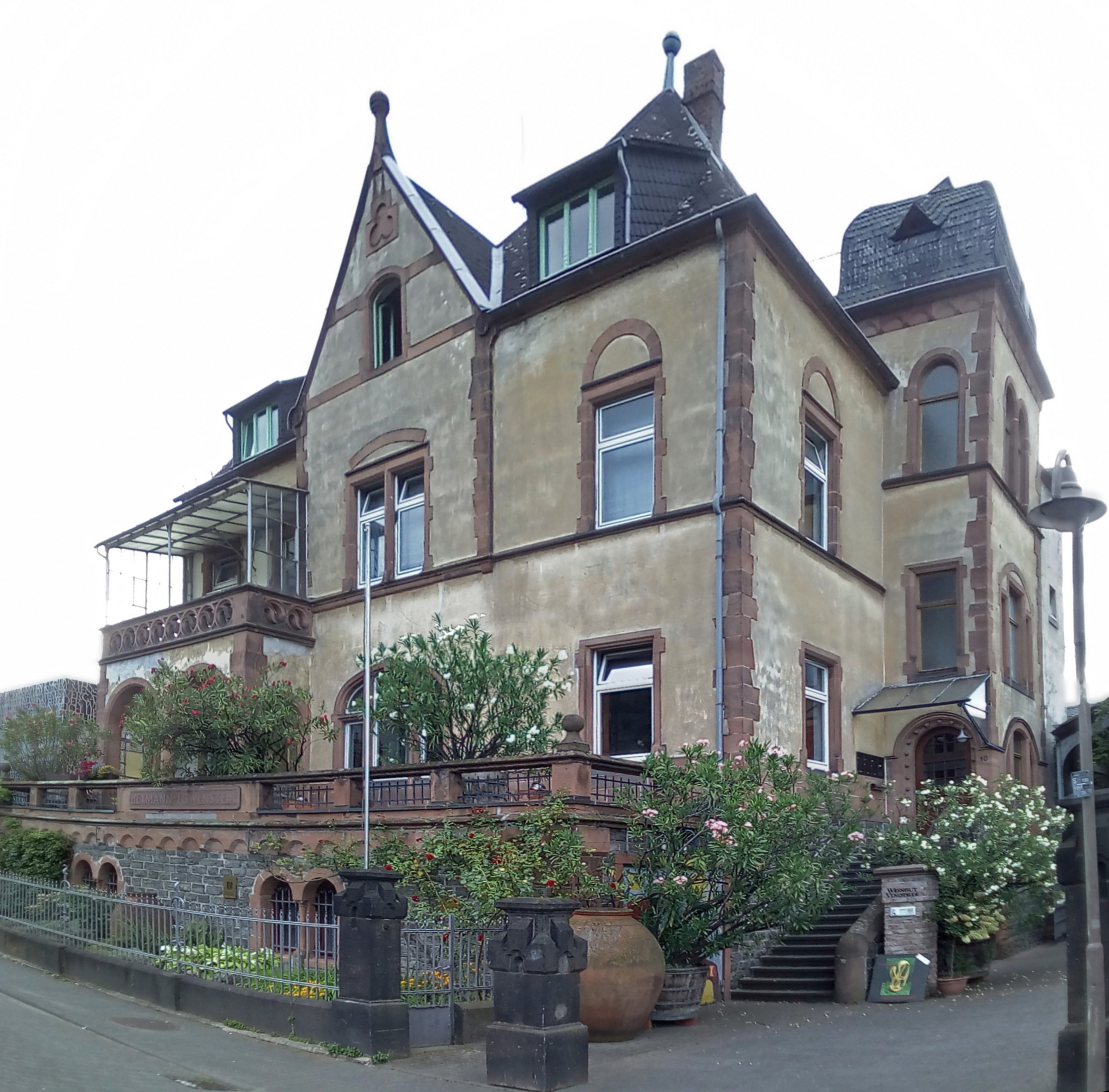
Denkmalgeschütztes Weingut Heymann-Löwenstein an Bahnhofstraße 10 in Winningen

Das Weingut Heymann-Löwenstein ist ein Weingut im Weinanbaugebiet Mosel. Es befindet sich in Winningen, einer Ortsgemeinde im Landkreis Mayen-Koblenz in Rheinland-Pfalz. Der Ort und das Weingut werden zur Terrassenmosel gezählt.

## Geschichte
Das Weingut wurde 1980 von Reinhard Löwenstein und seiner Frau Cornelia gegründet. Die Familie Löwenstein treibt seit dem 16. Jahrhundert Weinbau. Als Zweitgeborener übernahm Reinhard Löwenstein aber nicht den elterlichen Betrieb, sondern gründete ein neues Weingut. Die Führung des Unternehmens wird mit der Tochter Sarah Löwenstein geteilt, die immer stärker die Leitung übernimmt.
Das Weingut ist seit 1997 Mitglied des Verbands Deutscher Prädikatsweingüter (VDP). Darüber hinaus ist das Weingut auch Mitglied von Fair and Green und Twin Wineries, einer Initiative zur Förderung des Deutsch-Israelischen Dialogs unter Weingütern.
Seinen Sitz hat das Weingut Heymann-Löwenstein im denkmalgeschützten villenartigen Wohnhaus als mehrgliedriger Putzbau mit Treppeneingangsturm an der Bahnhofstraße 10 in Winningen, dessen Grundsteinlegung im Jahr 1898 erfolgte.
Das Weingut Heymann-Löwenstein, in dessen Weinbergen naturnah gewirtschaftet wird, gilt als Vorreiter des trockenen Mosel-Rieslings.

## Weine und Lagen
Es wird fast ausschließlich Riesling ausgebaut, auch ca. 2 % Spätburgunder. Die Lagen befinden sich in Winningen und Hatzenport. Die Rebfläche beträgt knapp 14 ha. Die Jahresproduktion liegt bei 80.000 Flaschen. Viele Lagen sind Steil- und Steilstlagen. Der Großteil der Weine wächst auf Schieferterrassen.

### Lagen in Winningen
- Röttgen
- Roth Lay
- Laubach
- Uhlen Blaufüsser Lay

### Lagen in Hatzenport
- Kirchberg
- Stolzenberg

## Rezeption und Bewertungen (Auswahl)
Der Gault-Millau Weinguide Deutschland bewertete das Weingut mehrfach mit 4 Trauben. Im Der kleine Johnson bekommt das Weingut 3 Sterne.
Johann Werfring meint im Weinjournal der Wiener Zeitung, dass das Weingut ein führender Betrieb bei der Erzeugung trockener Weißweine an der Mosel sei. Zudem merkt er an, dass die Terroir-betonten Rieslinge des Weinguts zum Allerbesten zählen, was deutsche Weinberge zu bieten haben.